# Museu de la Pauma

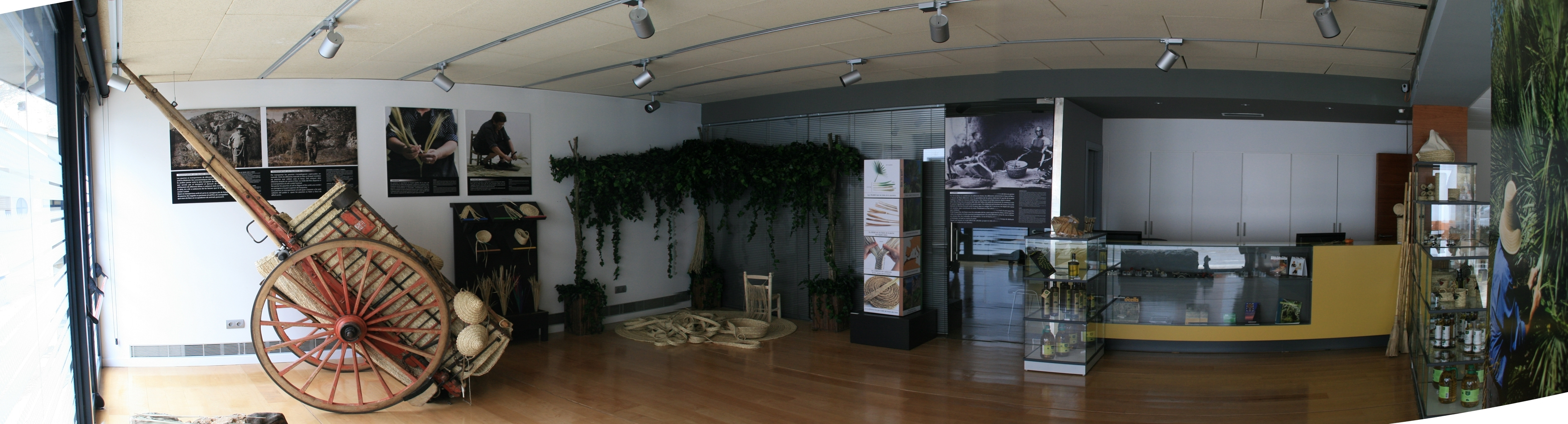
Planta baixa del Museu

El Museu de la Pauma, inaugurat el maig del 2010 a Mas de Barberans, està destinat a revaloritzar el patrimoni etnològic del poble i és també la seu del punt d'informació del Parc Natural dels Ports.

## Objectiu
L'eix central de les activitats del museu és la recerca i transmissió de l'ofici de cistelleria i llatadora, dona que treballa la pauma. També es promou creació de nous productes conjugant la tradició i la modernitat, les demostracions artesanals, tallers en diferents fibres vegetals, tallers d'aprendre a llatar adaptats a diferents edats i diferents nivells, prestació de diferents serveis: consulta i préstec de peces tant del fons fotogràfic com del fons de peces, exposicions permanents, exposicions temporals ...conviuen dins del Museus.
Entre les exposicions que s'hi han fet hi ha Ports i Mans (2014) amb creacions artístiques de l'artista anglès, Tim Johnson, i la cistellera catalana, Mònica Guilera; Temps de fibres (2010), amb 11 tallers, i Ports i Mans: Simbiosi (2014), sobre l'experimentació amb la vegetació de l'entorn del poble.

## Descripció
És un edifici funcional de quatre plantes i un soterrani amb uns 140 metres quadrats per planta. Va suposar una inversió de 800.000 euros entre l'obra, mobiliari i elements expositius. És un edifici singular, que adapta la topografia a les corbes de nivell. La Mostra d'Arquitectura Catalana en destacà la composició de la façana.
Té dues sales d'exposició permanent, una centrada en el procés del treball de la pauma des de la planta (margalló) a la peça acabada, i l'altra en l'impacte social de l'activitat al territori. Es poden fer tallers amb pauma i d'altres fibres i es poden veure exposicions de producció pròpia i cedides, així com demostracions artesanals. El Racó de les Fibres Vegetals és un espai sobre les fibres vegetals utilitzades com a plantes tintòries, per a la cistelleria.